# Sunnyvale
Sunnyvale ([sʌniveil] or [sʌnivɛl]) är en stad i Santa Clara County i delstaten Kalifornien i USA. Det är en av städerna i Silicon Valley. År 2000 hade staden en befolkning på 131 760 invånare. Många pendlar till kontor och företag i staden så, precis som med svenska Kista, dagtidsbefolkningen är säkert dubbelt så stor.
Staden sträcker sig från Interstate 280 i väster till San Franciscobukten i öster och från Foothill Expressway i norr till Wolfe Road i söder.
Riksväg 101 och den stora shoppinggatan El Camino Real skär mitt igenom staden som egentligen är en stor "sovstad" med tysta villagator i västra delen och stora IT-byggnader i den östra.
Sunnyvale spelade en viktig roll i Silicon Valleys tillväxt på 1970-talet eftersom det var där som Silicon Valley-legenderna Steve Jobs och Steve Wozniak växte upp och gick i skolan. Det IT-företag de bildade, Apple, ligger i angränsande Cupertino.
I början på 2000-talet började Sunnyvale genomgå en modernisering bland annat vid järnvägsstationen. 
Sunnyvales mest populära gata är den korta Murphy Street med restauranger och nattliv.
Det nya Sunnyvale Town Center med affärer och bostadsrätter.